# 베스트! 모닝구무스메 2
베스트! 모닝구무스메 2(ベスト! モーニング娘。2, Best Morning Musume 2)는 2004년 3월 31일에 발매된 모닝구무스메의 두 번째 베스트 앨범이다.

## 수록곡
1. Go Girl 〜恋のヴィクトリー〜
작사 , 작곡 : 층쿠 / 편곡 : 스즈키Daichi히데유키
2. Do it! Now
작사 , 작곡 : 층쿠 / 편곡 : 스즈키Daichi히데유키
3. ここにいるぜぇ!
작사 , 작곡 : 층쿠 / 편곡 : 스즈키Daichi히데유키
4. 愛あらばIT'S ALL RIGHT
작사 , 작곡 : 층쿠 / 편곡 : 고니시 다카오
5. ザ☆ピ~ス!
작사 , 작곡 : 층쿠 / 편곡 : 댄스☆맨
6. Mr.Moonlight 〜愛のビッグバンド〜
작사 , 작곡 : 층쿠 / 편곡 : 스즈키 슌스케
7. シャボン玉
작사 , 작곡 : 층쿠 / 편곡 : 다카하시 유이치
8. そうだ! We're ALIVE
작사 , 작곡 : 층쿠 / 편곡 : 댄스☆맨
9. AS FOR ONE DAY
작사 , 작곡 : 층쿠 / 편곡 : 스즈키Daichi히데유키
10. モーニング娘。のひょっこりひょうたん島
작사 : 이노우에 히사시, 야마모토 모리히사 / 작곡 : 우노 세이치로 / 편곡 : 고니시 다카오
11. でっかい宇宙に愛がある
작사 , 작곡 : 층쿠 / 편곡 : 스즈키 슌스케
12. YAH! 愛したい!
작사 , 작곡 : 층쿠 / 편곡 : 고니시 다카오

## 참여 멤버
※괄호는 트랙 번호
- 이이다 카오리
- 아베 나츠미
- 야스다 케이 (1, 4, 7 제외 전부)
- 야구치 마리
- 고토 마키 (2, 5, 6, 8, 11, 12)
- 이시카와 리카
- 요시자와 히토미
- 쯔지 노조미
- 카고 아이
- 다카하시 아이 (5, 11 제외 전부)
- 콘노 아사미 (5, 11 제외 전부)
- 오가와 마코토 (5, 11 제외 전부)
- 니이가키 리사 (5, 11 제외 전부)
- 후지모토 미키 (1, 4, 7, 12)
- 카메이 에리 (1, 4, 7, 12)
- 미치시게 사유미 (1, 4, 7, 12)
- 다나카 레이나 (1, 4, 7, 12)

## 차트 및 판매량
- 주간최고순위 4위 (오리콘 차트)
- 골드
- 골드 (일본 레코드 협회)